# 사나카니카 마하라자
사나카니카 마하라자는 굽타 제국 황제 찬드라굽타 2세의 봉신이다. 사나카니카 마하라자는 382년에 우다야기리에 있는 비슈누파 석굴 사원에 기증한 기록으로 알려져 있다.

## 생애
그는 비디샤 지방을 소유했을 가능성이 있는 부족인 사나카니카족 출신이다.
찬드라굽타 2세의 봉신인 사나카니카족의 추장들은 마하라자라는 칭호를 지녔다. 사나카니카는 찬드라굽타 2세의 아버지인 강력한 굽타 황제 사무드라굽타에 의해 정복된 것으로 보인다. 사나카니카 마하라자의 아버지 이름은 '비슈누다사'이고 할아버지 이름은 차갈라가였다.